# Piotr Kluz
Piotr Grzegorz Kluz (ur. 13 lutego 1972 w Jarosławiu) – polski sędzia, doktor nauk prawnych i urzędnik państwowy, w latach 2009–2012 podsekretarz stanu w Ministerstwie Sprawiedliwości.

## Życiorys
W 1996 ukończył studia prawnicze w rzeszowskiej filii Uniwersytetu Marii Curie-Skłodowskiej. W 2006 na UMCS ukończył studia podyplomowe z prawa europejskiego dla sędziów, a w 2009 na Uniwersytecie Warszawskim studia podyplomowe z prawa karnego dla sędziów i prokuratorów. Od 2009 prowadził zajęcia dydaktyczne na Wydziale Prawa i Administracji Uniwersytetu Rzeszowskiego, a także z podstaw prawa na Wydziale Zdrowia UR i wykłady dla syndyków i likwidatorów. 21 marca 2013 obronił na Wydziale Prawa i Administracji Uniwersytetu Warmińsko-Mazurskiego pracę doktorską pt. „Informatyzacja wymiaru sprawiedliwości a prawo do sądu”. Prowadził zajęcia dydaktyczne w Wyższej Szkole Gospodarki Euroregionalnej im. Alcide De Gasperi w Józefowie, Wyższej Szkole Nauk Społecznych im. Ks. J. Majki w Mińsku Mazowieckim i na Wydziale Stosowanych Nauk Społecznych Akademii Pedagogiki Specjalnej im. Marii Grzegorzewskiej w Warszawie.
Od 1996 odbywał aplikację sądową w Sądzie Okręgowym w Przemyślu. W listopadzie 1998 został asesorem w Sądzie Rejonowym w Jarosławiu, a w styczniu 2001 przeszedł do Sądu Okręgowego w Rzeszowie, gdzie został szefem X Wydziału Grodzkiego. W sierpniu 2011 został sędzią Sądu Okręgowego w Przemyślu, później powrócił do rzeszowskiego Sądu Okręgowego, z którego oddelegowano go do Sądu Okręgowego w Warszawie.
20 lipca 2009 powołany na stanowisko podsekretarza stanu w Ministerstwie Sprawiedliwości z rekomendacji premiera. Odwołany z funkcji 3 lutego 2012.